# Klöster und Kirchen am Olymp

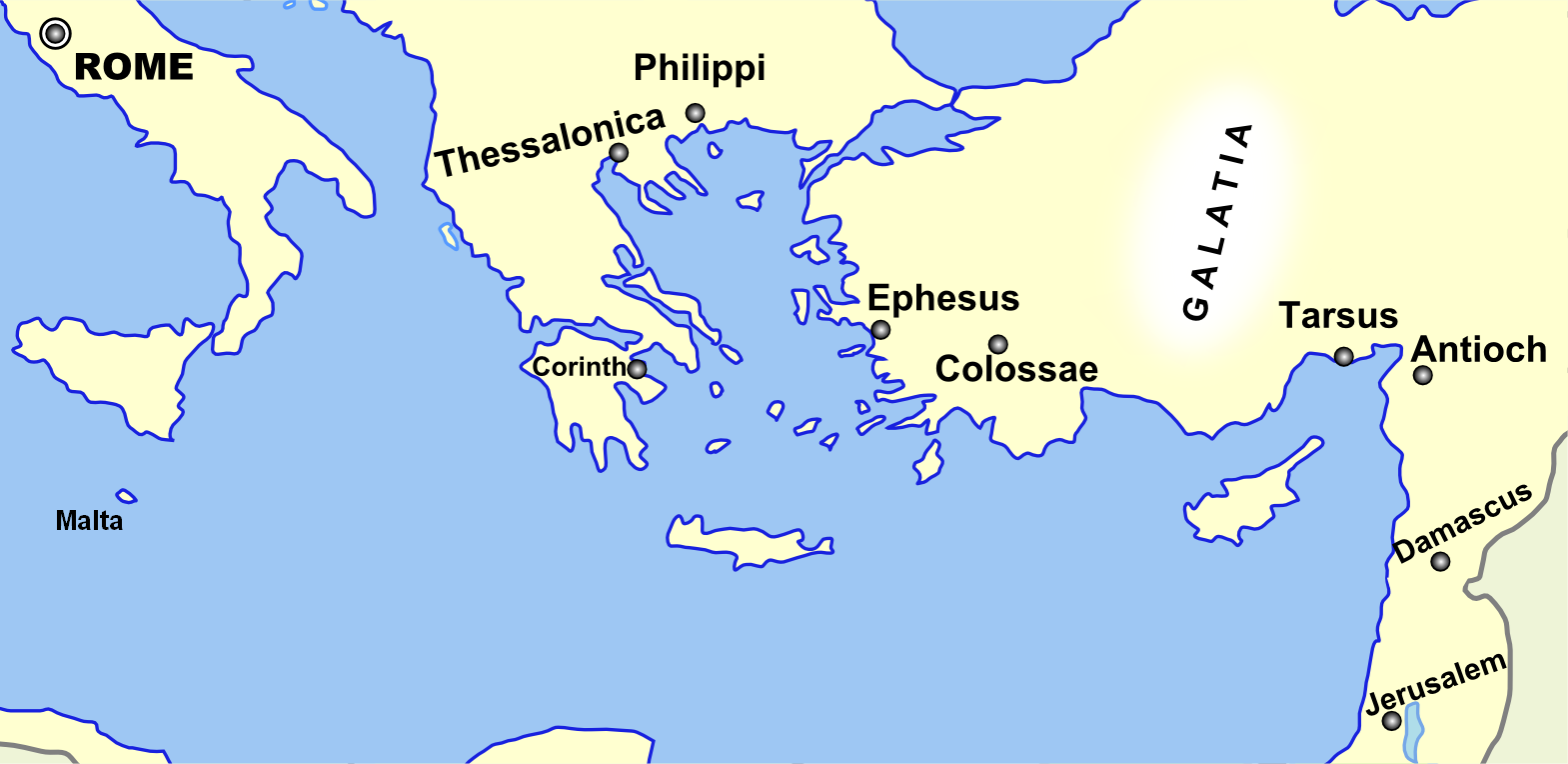
Stationen der Reisen des Paul von Tarsus (Apostel Paulus)

Schon relativ früh begann die Christianisierung der Olymp-Region. Während von den Bischofssitzen aus byzantinischer Zeit nur noch Ruinen zeugen, sind aus dieser Epoche noch heute bewohnte und benutzte Klöster und Kirchen am Olymp vorhanden. Bei einigen der Klöster handelt es sich um ein Stauropegion, das heißt, sie sind direkt dem Patriarchen von Konstantinopel (Istanbul) unterstellt, andere gehören einer Diözese an. Die Anzahl aller Kirchen und Kapellen in der Umgebung des Olymp ist schwer zu überschauen. Deswegen werden nur die Klöster und wichtigsten Kirchen genannt.

## Geschichte
Auf seiner Reise von Jerusalem nach Korinth, in der ersten Hälfte des 1. Jahrhunderts, besuchte der Apostel Paulus von Tarsus auch die nordgriechische Stadt Thessaloniki. Sein 1. Brief an die Thessalonicher gehört zu den ältesten Schriften der Christenheit. Paulus gründete christliche Gemeinden, unter anderem in Makedonien und Griechenland. Im 4. Jahrhundert wurde Dion zum ersten Bischofssitz der Region.

## Byzantinische kirchliche Bauten

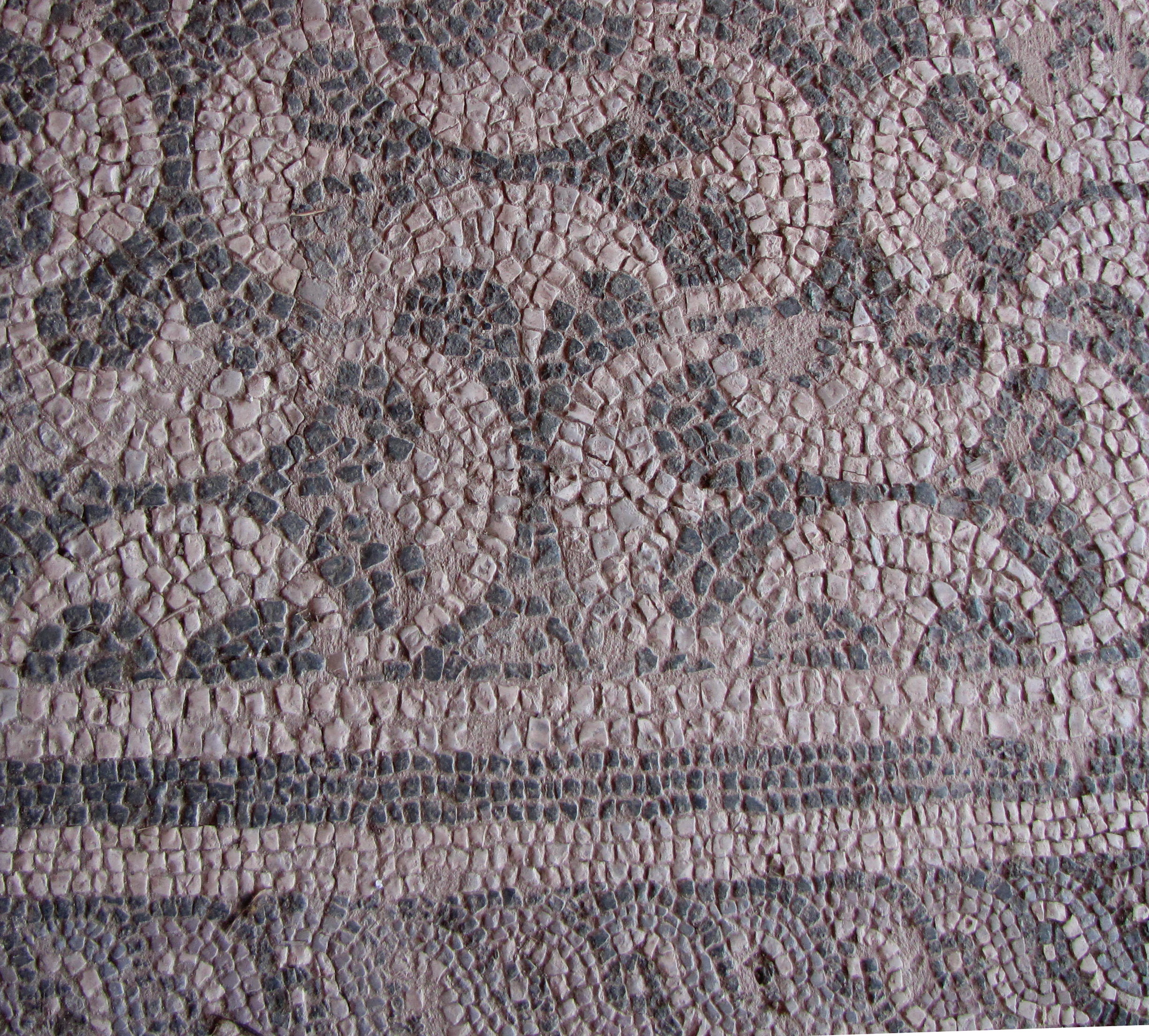
Teil eines Mosaiks, Louloudies

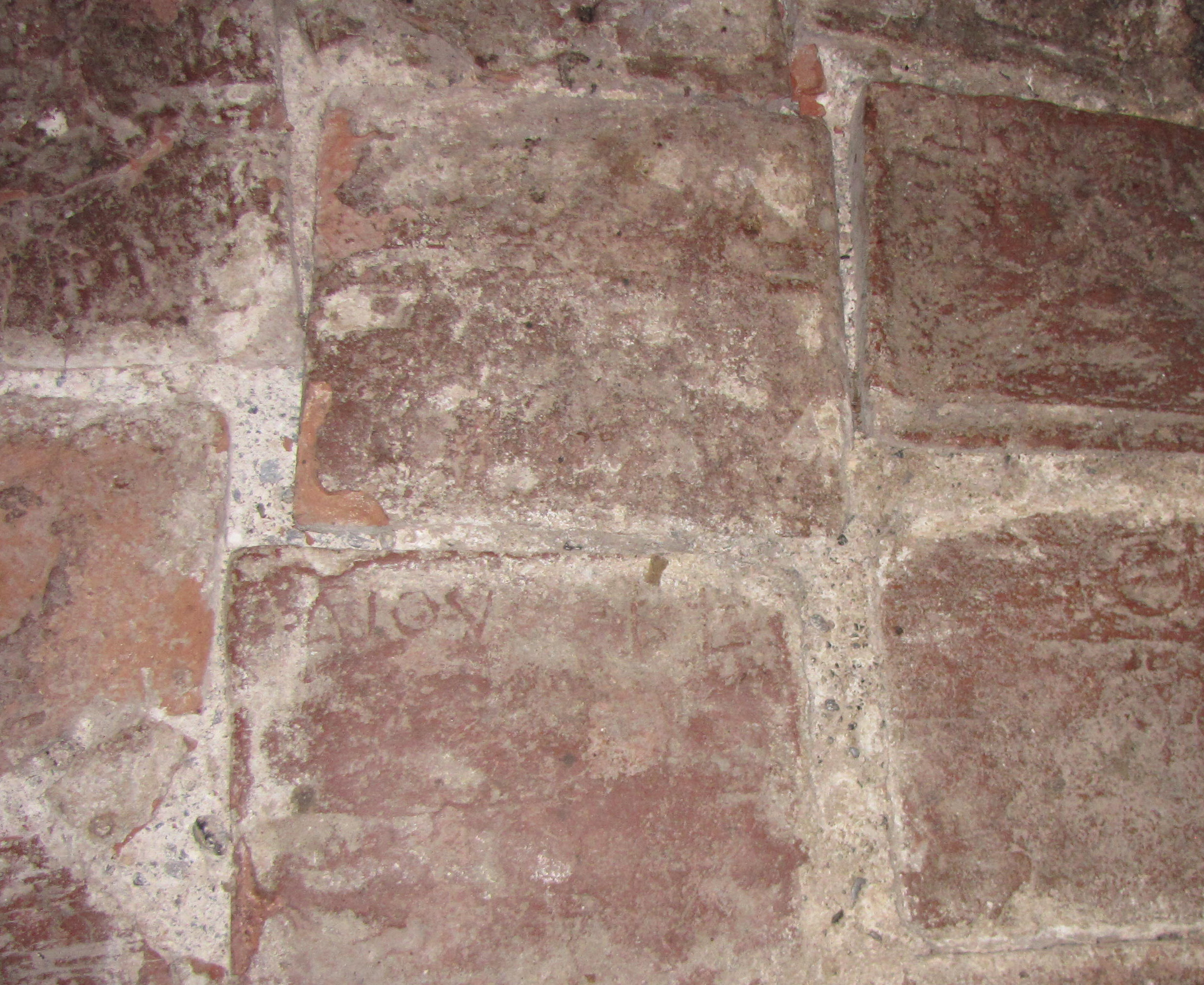
Terrakottafliese der Kirche Panagia, Kontariotissa, mit der Beschriftung „Dion“

### Dion
Die Basilika des Bischofs wurde in zwei Bauphasen errichtet. Begonnen wurde im 4. Jahrhundert, nach der Zerstörung durch ein Erdbeben wurde sie im 5. Jahrhundert fertiggestellt. Es handelte sich um eine dreischiffige Kirche mit Narthex. Ein kleineres Gebäude, westlich der Kirche gelegen, diente als Taufkapelle (Baptisterium).

### Louloudies
Dieser festungsartige Bischofssitz wurde im letzten Viertel des 5. Jahrhunderts erbaut. Wahrscheinlich handelt es sich um denselben Ort, der in römischen Aufzeichnungen Anamon genannt wurde. In der Mitte des 6. Jahrhunderts wurden die Gebäude durch ein Erdbeben zerstört. Der Bischof verließ den Ort und dieser wurde in der Folgezeit als Friedhof benutzt.

### Pydna
Reste zweier Basiliken aus dem 4. Jahrhundert und aus dem 6. Jahrhundert wurden in Pydna entdeckt. Die jüngere der beiden Basiliken wurde nach der Eroberung Pydnas durch Bulgaren niedergebrannt. Am Ende des 10. Jahrhunderts wurde eine rund 23 mal 17 Meter große Basilika an deren statt erbaut. Im Jahr 1204 eroberten fränkische Ritter, wahrscheinlich nach einer Belagerung, den Ort und zerstörten ihn. Die Reste der Basilika wurden in eine Festung verwandelt.

### Kloster Kanalon
Im Jahr 1055 gründeten die Mönche Joakim und Daniamos ein Kloster an der Südseite des Olymp, oberhalb des Flusses Siliana gelegen. Der französische Archäologe Léon Heuzey datierte die Gründung des Klosters auf das Jahr 955. Nachdem die Mönche Anfang des 20. Jahrhunderts das Kloster aufgegeben hatten, wird es nun wieder von Nonnen bewohnt.

### Petra
Das historische Kloster der Himmelfahrt der Gottesmutter in Petra Olympos (Kloster Panagia Petra) stammte aus dem 8. Jahrhundert. Bis zum Ende des 19. Jahrhunderts war es Sitz des orthodoxen Bischofs von Petra. Die historische Bedeutung zeigt die bedeutende Rolle in den Befreiungskämpfen Griechenlands; sie bot der lokalen Bevölkerung während der gesamten osmanischen Zeit und der Gründung des modernen griechischen Staates spirituelle Unterstützung. 1925 wurde das Kloster durch den griechischen Staat enteignet und in ein Sanatorium umgewandelt und bis 2004 als psychiatrische Klinik genutzt. Das Katholikon, die Hauptkirche, war immer als Klosterkirche in Gebrauch. Im Juli 2025 wurde das Kloster an die Orthodoxe Kirche zurückgegeben.

### Kloster Agia Triada, Sparmou
Mindestens seit dem Jahr 1386 ist die Existenz des Klosters belegt. Nachdem es Anfang des 20. Jahrhunderts verlassen wurde, ist es seit einigen Jahren wieder von Mönchen bewohnt.

### Panagia Kondariotissas
Das exakte Datum der Erbauung dieser Kirche ist unbekannt. Die Bauweise und der Schmuck im Inneren der Kirche deutet auf den Bau im 11. Jahrhundert hin. Interessant ist, dass offensichtlich Baumaterial aus dem nahegelegenen Dion verwendet wurde.

## Postbyzantinische kirchliche Bauten

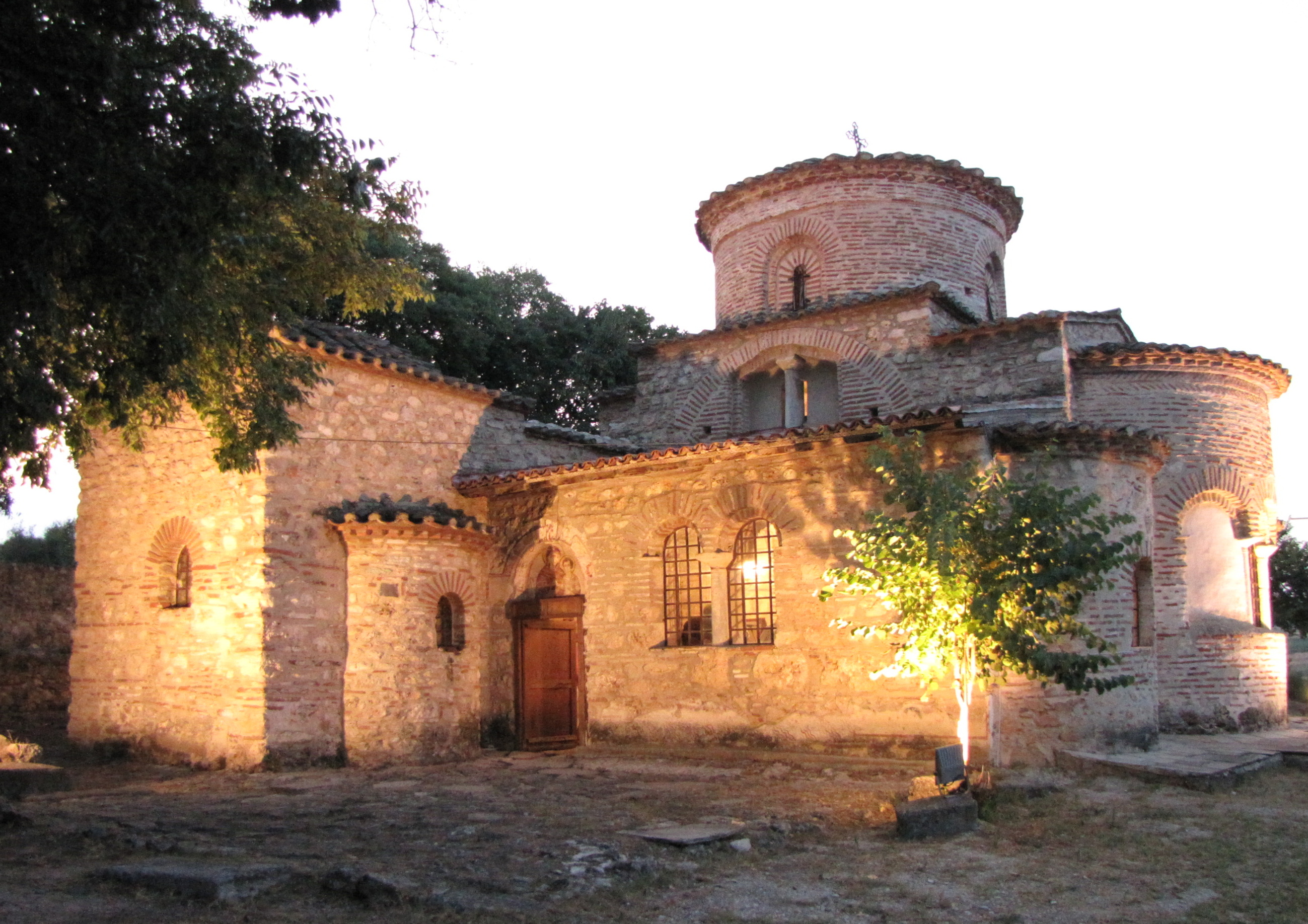
Kirche der heiligen Jungfrau, Kontariotissa

### Kloster Agios Dionysios, Litochoro
Im Jahr 1542 wurde das Kloster von dem Heiligen Dionysios gegründet und der Heiligen Dreifaltigkeit gewidmet. Während seiner Geschichte wurde das Kloster mehrmals zerstört und wieder aufgebaut. Im April 1943 wurde es von der deutschen Wehrmacht gesprengt. Die Mönche verließen das Kloster und zogen sich in das 1650 gegründete Metochi zurück, das nach und nach zu einem Kloster erweitert wurde.

### Kapelle des Propheten Elias
Die Kapelle wurde im 16. Jahrhundert von dem Heiligen Dionysios gegründet, der wohl auch zeitweise dort lebte. Sie steht auf dem Gipfel des Berges Profitis Elias, einem der Gipfel des Olymp, in einer Höhe von 2803 Metern. Sie ist damit die höchstgelegene Kapelle der orthodoxen Kirche überhaupt. Die Kapelle wurde über antiken Ruinen erbaut.

### Kloster Klimadon
Etwa 7 Kilometer nördlich des Ortes Karya wurde im Jahr 1640 das Kloster Agia Triada (Heilige Dreifaltigkeit) erbaut. Es lag in einer Höhe von 1320 Metern und war auch unter den Namen Kloster Klymendou oder einfach als altes Kloster (Palaiomonastirio) bekannt. 1823 wurde es von den Osmanen teilweise niedergebrannt, 1833 verursachte einer der Mönche ein Feuer, das das Kloster komplett zerstörte. Seit 1913 steht an dieser Stelle eine Kapelle.

### Kloster Agios Georgios, Ritini
Nordöstlich des Ortes Ritini liegt das Kloster des heiligen Georgs. Die ältesten Malereien des Klosters wurden auf das Jahr 1494 datiert. Eines dieser Fresken zeigt den heiligen Georg auf einem Drachen reitend, ein weiteres zeigt Jesus Christus am Kreuz. Die anderen Fresken des Katholikon stammen aus dem Jahr 1619. Während des Zweiten Weltkrieges wurde das Kloster aufgegeben.

### Kirche Agios Athanasios in Ano Skotina
Am nördlichen Ende des Dorfes Ano Skotina liegt die Kirche Agios Athanasios. Aus dem Jahr 1656 stammt der Hauptteil der Kirche und der Narthex, die anderen Teile des Gebäudes wurden später angebaut. Die Kirche ist bekannt für ihre Fresken.

## Moderne kirchliche Bauten

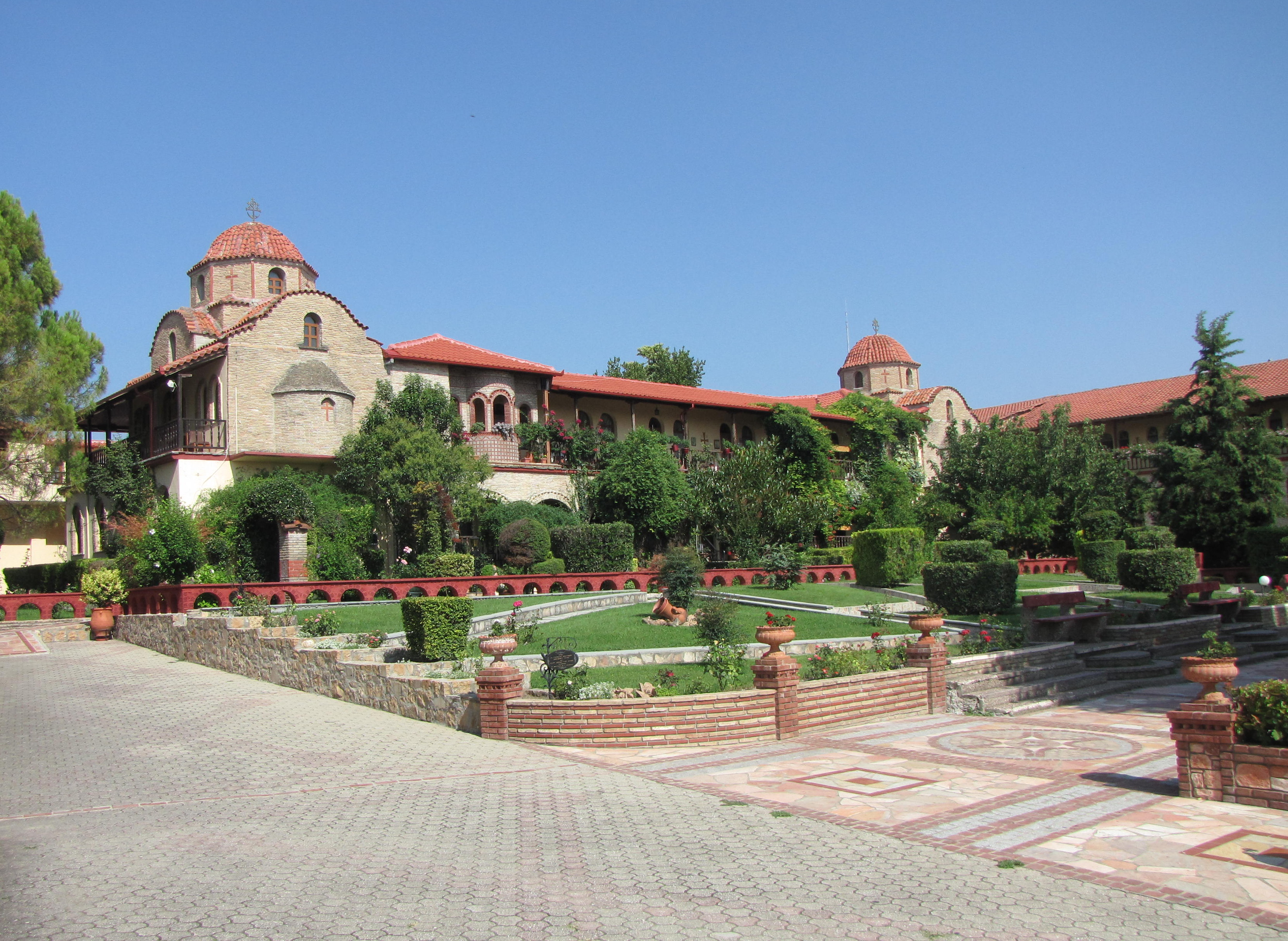
Kloster Ephraim

### Kloster Ephraim, Kontariotissa
Die Klosteranlage liegt auf einem Hügel, 1,5 Kilometer nördlich des Ortes Kontariotissa. Die Gründung erfolgte 1983, das von Nonnen bewohnte Kloster untersteht der Diözese Kitros-Katerini.

### Kloster zur heiligen Jungfrau, Rapsani
Das Nonnenkloster zur heiligen Jungfrau, östlich von Rapsani gelegen, wurde 1997 gegründet.